# Demansia olivacea
Espèce
Synonymes
- Lycodon olivaceus Gray, 1842
- Elapocephalus ornaticeps Macleay, 1878

Demansia olivacea est une espèce de serpents de la famille des Elapidae.

## Répartition
Cette espèce est endémique d'Australie. Elle se rencontre dans le nord de l'Australie-Occidentale, dans le Territoire du Nord et dans l'ouest du Queensland.

## Description
Demansia olivacea mesure en moyenne 48 cm dont 16 cm pour la queue.

## Étymologie
Malgré l'absence d'explication de la part de Gray quant à ce choix, il est probable que son nom d'espèce, du latin olivaceus, « couleur olive », lui a été donné en référence à la couleur « brun olivâtre foncé » mentionnée par Gray dans sa description.

## Publication originale
- Gray, 1842 : Description of some hitherto unrecorded species of Australian reptiles and batrachians. Zoological Miscellany, vol. 2, p. 51-57 (texte intégral).